# Frullanische Integrale
Als frullanische Integrale werden uneigentliche Integrale vom Typ
{\displaystyle \int \limits _{0}^{\infty }{\frac {f(ax)-f(bx)}{x}}\,{\rm {d}}x}
bezeichnet. Sie wurden erstmals 1821 von Giuliano Frullani in einem Brief erwähnt und 1828 veröffentlicht. Es gilt der folgende Satz:
Sei {\displaystyle f(x)} eine für {\displaystyle x\geq 0} stetige Funktion mit {\displaystyle A:=f(0)} und dem endlichen Grenzwert
{\displaystyle B:=\lim _{x\to \infty }f(x)}, dann gilt
{\displaystyle \int \limits _{0}^{\infty }{\frac {f(ax)-f(bx)}{x}}\,{\rm {d}}x=(A-B)\ln {\frac {b}{a}}}.
Wichtige Beispiele ergeben sich für {\displaystyle f(x)=e^{-x}\ } bzw. {\displaystyle f(x)=\arctan x\ } mit {\displaystyle a,b>0}:
{\displaystyle \int \limits _{0}^{\infty }{\frac {e^{-ax}-e^{-bx}}{x}}\,{\rm {d}}x=\ln {\frac {b}{a}}}
{\displaystyle \int \limits _{0}^{\infty }{\frac {\arctan(ax)-\arctan(bx)}{x}}\,{\rm {d}}x={\frac {\pi }{2}}\ln {\frac {a}{b}}}